# Eletta (nome)
Eletta  è un nome proprio di persona italiano femminile.

## Varianti
- Maschili: Eletto[1]

### Varianti in altre lingue
- Latino: Electa
  - Maschili: Electus

## Origine e diffusione
Nome augurale, può derivare dall'italiano medioevale "eletta", di chiaro significato, oppure può continuare il nome gentilizio, e poi individuale, latino Electa e Electus, sempre da "electus", eletto.
Il nome è noto per essere stato portato sia dalla madre che dalla figlia di Francesco Petrarca.

## Onomastico
L'onomastico si può festeggiare in memoria di santa Eluned (chiamata anche con diversi altri nomi fra cui Electa), il 1º agosto.

## Persone
- Maria Eletta Martini, politica italiana

### Variante maschile Eletto
- Eletto Alessandri, fantino italiano